# Phố Lí

Vị trí tại Nam Đầu

Phố Lý (tiếng Trung: 埔里鎮; bính âm: Pùlǐ Zhèn) là một trấn của huyện Nam Đầu, tỉnh Đài Loan, Trung Hoa Dân Quốc (Đài Loan). Trấn có địa hình bồn địa và là trung tâm địa lý của hòn đảo Đài Loan. Trên địa bàn trấn có trường Đại học Quốc lập Quốc tế Kỵ Nam. Tổng diện tích của Phố Lý là 162,2227 km², dân số vào tháng 8 năm 2011 là 84.810 người thuộc 28.484 hộ gia đình, mật độ cư trú đạt 522,8 người/km².